# Golden Sun: The Lost Age
Golden Sun: The Lost Age (jap. 黄金の太陽 失われし時代 Ōgon no Taiyō Ushinawareshi Toki) – japońska komputerowa gra fabularna stworzona przez firmę Camelot Software Planning, wydana przez Nintendo w 2002 roku na konsolę Game Boy Advance. Jest to sequel gry Golden Sun, wydanej rok wcześniej na tę samą platformę.

## Fabuła
Fabuła jest ściśle związana z grą Golden Sun. Gracz kieruje obeznanym z magią adeptem alchemii o imieniu Felix. Felix wraz z towarzyszami chce przywrócić moc alchemii światu. Aby to uczynić, musi zapalić wszystkie elementarne latarnie – Merkurego, Wenus, Jowisza i Marsa. Magiczne moce, którymi posługują się bohaterowie są zwane Psynergią. Gracz ma za zadanie pokonywać potwory napotkane na drodze, pomagać mieszkańcom różnych miasteczek oraz odnajdować Djinny – istoty, które poprawiają zdolności magiczne poszczególnych bohaterów. Gracz może importować postacie z poprzedniej części, wraz z poziomem i wszystkimi przedmiotami, jakie mieli przy sobie.